# Sumberejo (Kerkap)
Sumberejo is een bestuurslaag in het regentschap Bengkulu Utara van de provincie Bengkulu, Indonesië. Sumberejo telt 1537 inwoners (volkstelling 2010).